# WinAce
WinAce era un software de compresión de datos para Windows con su propio formato de archivo comprimido "ACE" y soporte incorporado para otros tipos de formatos de archivo comunes como ZIP, RAR y CAB. También ofrecían un programa de descompresión de interfaz de línea de comandos freeware (pero no software libre) (incluido listado y prueba) llamado Unace para macOS y Linux.
A partir de la versión 2.65, WinAce se incluyó con el programa de adware WhenU SaveNow. Este paquete se eliminó a partir de la versión 2.69 y se reemplazó con un acuerdo de patrocinio opcional a través de TrialPay.
La aplicación ya está retirada, ya que no ha visto ninguna actualización desde 2007 y en agosto de 2017 también su sitio web oficial www.winace.com se desconectó.

## Versión de línea de comandos
Había una versión basada en texto para DOS llamada Commandline ACE. Además del formato ACE, tenía soporte incorporado para otros tipos de formatos de archivo comunes como ARJ, RAR, ZIP y parcialmente LZH. La distribución del programa contenía Commandline ACE y el descompresor UnACE. Ambos programas estaban en versiones para DOS, OS / 2 y Windows, y tenían soporte para nombres de archivo largos. A pesar de su nombre, Commandline ACE contenía una interfaz completa de tipo Norton Commander y podía ejecutarse tanto en la línea de comandos como en el modo de pantalla completa. UnACE solo se podía ejecutar en modo de línea de comandos. Commandline ACE podía usarse para la manipulación de archivos, de forma similar a la existente en Norton Commander.